# Hendrum
Hendrum ist eine Stadt im Norman County in Minnesota, Vereinigte Staaten. Es liegt im Red River Valley zwischen dem Red River of the North und dem Wild Rice River. Das U.S. Census Bureau hat bei der Volkszählung 2020 eine Einwohnerzahl von 289 ermittelt.

## Geographie
Nach den Angaben des United States Census Bureau hat die Stadt eine Fläche von 0,7 km², alles davon entfällt auf Land.

## Demographie
Zum Zeitpunkt des United States Census 2000 bewohnten Hendrum 315 Personen. Die Bevölkerungsdichte betrug 434,4 Personen pro km². Es gab 139 Wohneinheiten, durchschnittlich 191,7 pro km². Die Bevölkerung Hendrums bestand zu 95,24 % aus Weißen, 1,59 % Schwarzen oder African American, 0,32 % Native American, 2,86 % gaben an, anderen Rassen anzugehören. 4,44 % der Bevölkerung erklärten, Hispanos oder Latinos jeglicher Rasse zu sein.
Die Bewohner Hendrums verteilten sich auf 120 Haushalte, von denen in 37,5 % Kinder unter 18 Jahren lebten. 57,5 % der Haushalte stellten Verheiratete, 7,5 % hatten einen weiblichen Haushaltsvorstand ohne Ehemann und 30,0 % bildeten keine Familien. 27,5 % der Haushalte bestanden aus Einzelpersonen und in 15,0 % aller Haushalte lebte jemand im Alter von 65 Jahren oder mehr alleine. Die durchschnittliche Haushaltsgröße betrug 2,63 und die durchschnittliche Familiengröße 3,24 Personen.
Die Stadtbevölkerung verteilte sich auf 31,1 % Minderjährige, 7,6 % 18–24-Jährige, 29,2 % 25–44-Jährige, 23,8 % 45–64-Jährige und 8,3 % im Alter von 65 Jahren oder mehr. Das Durchschnittsalter betrug 34 Jahre. Auf jeweils 100 Frauen entfielen 99,4 Männer. Bei den über 18-Jährigen entfielen auf 100 Frauen 99,1 Männer.
Das mittlere Haushaltseinkommen in Hendrum betrug 35.000 US-Dollar und das mittlere Familieneinkommen erreichte die Höhe von 44.167 US-Dollar. Das Durchschnittseinkommen der Männer betrug 32.000 US-Dollar, gegenüber 21.458 US-Dollar bei den Frauen. Das Pro-Kopf-Einkommen in Hendrum war 14.530 US-Dollar. 9,7 % der Bevölkerung und 6,3 % der Familien hatten ein Einkommen unterhalb der Armutsgrenze, davon waren 14,7 % der Minderjährigen und 7,1 % der Altersgruppe 65 Jahre und mehr betroffen.